# New Zealand Chess Federation
De New Zealand Chess Federation (NZCF) (Nieuw-Zeelandse Schaakbond) is de overkoepelende sportbond van de schaaksport in Nieuw-Zeeland. Deze organisatie heeft haar zetel in Auckland. De bond is aangesloten bij de Wereld Schaakbond, de internationale schaakbond.

## Geschiedenis
De eerste schaakvereniging in Nieuw-Zeeland van opgericht in 1863 in Dunedin. In de jaren zeventig van de 19e eeuw werd de eerste overkoepelende schaakbond, de New Zealand Chess Association, opgericht.
In 1892 werd de organisatie opnieuw opgericht onder de huidige naam. Sindsdien houdt de bond een jaarlijks kampioenschap, meestal aan het einde van het jaar. De Australische grootmeester C.J.S. Purdy zei in 1955 dat Nieuw-Zeeland het record van de meeste jaarlijkse schaakkampioenschappen heeft.
Nieuw-Zeeland was een van de eerste landen die gebruikmaakten van telegrafie voor schaken tussen clubs op lange afstand. De eerste wedstrijd tussen clubs werd gehouden tussen Canterbury en Otago in 1869. De Bledisloe Cup is van 1933 tot recent met behulp van telegrafie gehouden.